# Sphaerodactylus docimus
Sphaerodactylus docimus är en ödleart som beskrevs av  Schwartz och GARRIDO 1985. Sphaerodactylus docimus ingår i släktet Sphaerodactylus och familjen geckoödlor. Inga underarter finns listade i Catalogue of Life.